# Preferente Galicia 2020-21
La temporada 2020–21 de la Preferente Galicia de fútbol fue la 81.ª edición de dicho campeonato. Dio comienzo el 21 de marzo de 2021 y finalizó el 25 de julio de 2021. 
Debido a la pandemia de coronavirus, la competición no pudo comenzar en verano como es habitual. Inicialmente la Real Federación Gallega de Fútbol barajaba el 4 de octubre de 2020 como fecha de inicio de la competición. Posteriormente se planteó para el 29 de noviembre de 2020, propuesta que quedó abortada al no existir un protocolo sanitario por parte de la Junta de Galicia. A principios de 2021 se acordó iniciar la competición el 31 de enero y finalmente se fijó la fecha del 21 de marzo.

## Sistema de competición
Debido a la situación sanitaria provocada por la pandemia de COVID-19, el sistema de competición varía respecto al de temporadas anteriores. La competición se desarrolla en tres fases, de las cuales, la primera corresponde a la competición regular, la segunda corresponde a la fase de ascenso a Tercera División RFEF y la tercera corresponde a la fase de clasificación para la Copa del Rey. De forma excepcional e igual que sucedió en la temporada anterior, no hay descensos a Primera Galicia.

### Primera fase
En la primera fase participan un total de 37 clubes, distribuidos en dos grupos -Norte y Sur-, divididos cada uno, a su vez, en tres subgrupos de seis o siete equipos cada uno denominados A, B y C. Se disputan un total de 14 jornadas para el subgrupo de 7 equipos y 10 jornadas para los subgrupos de 6 equipos. Los clubes participantes se enfrentan a doble vuelta mediante el sistema de puntos. 
Los clubes clasificados en los dos primeros puestos de los seis subgrupos acceden a la fase de ascenso a Tercera División RFEF, los clasificados en el tercer puesto acceden a la fase de clasificación para la Copa del Rey y los clasificados del cuarto al sexto lugar (del 4º al 7º en el subgrupo de 7 equipos) permanecen en la categoría.

### Fase de ascenso a Tercera División RFEF
En la fase de ascenso participan los 12 clubes clasificados en los dos primeros puestos de los seis subgrupos de la primera fase, distribuidos en dos grupos -Norte y Sur- de seis equipos cada uno. Los primeros clasificados de cada subgrupo comienzan la fase de ascenso con 3 puntos, mientras que los segundos clasificados comienzan la fase de ascenso con 1 punto. Los clubes participantes se enfrentan a una única vuelta (cada equipo jugará dos partidos como local y dos como visitante) mediante el sistema de puntos y no se enfrentan al equipo que procede de su mismo subgrupo.
Los clubes clasificados en los dos primeros puestos de los dos grupos participarán en la Tercera División RFEF 2021-22.

### Fase de clasificación para la Copa del Rey
En la fase de clasificación para la Copa del Rey participan los 6 clubes clasificados en el tercer puesto de los seis subgrupos de la primera fase, distribuidos en dos grupos -Norte y Sur- de tres equipos cada uno. Los clubes participantes se enfrentan a una única vuelta (cada equipo jugará un partido como local y uno como visitante) mediante el sistema de puntos.
Los clubes clasificados en el primer puesto de cada grupo se enfrentarán en una eliminatoria final. El ganador de dicha eliminatoria participará en la fase previa interterritorial de la Copa del Rey de fútbol 2021-22.

## Equipos participantes
En esta temporada tenían derecho a inscribirse en la categoría un total de 46 equipos, 36 que mantenían la categoría y 10 que ascendían de Primera Galicia, correspondientes 23 de ellos al grupo norte y los 23 restantes al grupo sur. 

### Ascensos y descensos
| Ascendidos a 3.ª División | Ascendidos a 3.ª División | Ascendidos a 3.ª División | Ascendidos a 3.ª División |
| Pos.                      | Equipo                    | Pos.                      | Equipo                    |
| ------------------------- | ------------------------- | ------------------------- | ------------------------- |
| 1.º (N)                   | Viveiro CF                | 1.º (S)                   | CD Ribadumia              |
| 2.º (N)                   | SD Fisterra               | 2.º (S)                   | UD Atios                  |

| Ascendidos de 1.ª Galicia | Ascendidos de 1.ª Galicia | Ascendidos de 1.ª Galicia | Ascendidos de 1.ª Galicia |
| Pos.                      | Equipo                    | Pos.                      | Equipo                    |
| ------------------------- | ------------------------- | ------------------------- | ------------------------- |
| 1.º (1)                   | Victoria CF               | 1.º (4)                   | Verín CF                  |
| 2.º (1)                   | Betanzos CF               | 2.º (4)                   | SD Nogueira de Ramuín     |
| 1.º (2)                   | SD O Pino                 | 1.º (5)                   | Umia CF                   |
| 1.º (3)                   | Atlético Escairón         | 2.º (5)                   | Caselas FC                |
| 2.º (3)                   | SD Santaballés            | 3.º (5)                   | Sporting Guardés          |

### Equipos no inscritos
Los equipos que decidieron no inscribirse en la competición fueron:
| Grupo Norte             | Grupo Sur          |
| ----------------------- | ------------------ |
| Atlético Escairón       | Céltiga FC         |
| Boimorto CF             | CD Moaña           |
| SDC Galicia de Mugardos | Portonovo SD       |
| Sigüeiro CF             | Sporting Guardés   |
|                         | Xuventude Sanxenxo |

     Clubes que permanecen en la categoría

     Clubes procedentes de Primera Galicia

### Composición de grupos
Una vez conocidos los 37 equipos participantes en la competición, la RFGF presentó la composición de grupos para esta temporada. Los equipos se distribuirán en los dos grupos habituales por distribución geográfica (norte y sur) que, como novedad debido a la situación sanitaria, se dividirán en tres subgrupos cada uno.
| GRUPO NORTE           | GRUPO NORTE | GRUPO NORTE    | GRUPO SUR               | GRUPO SUR             | GRUPO SUR         |
| Subgrupo A            | Subgrupo B  | Subgrupo C     | Subgrupo A              | Subgrupo B            | Subgrupo C        |
| --------------------- | ----------- | -------------- | ----------------------- | --------------------- | ----------------- |
| Atlético Arteixo      | CD Boiro    | CD Foz         | Atlético Arnoia         | Caselas FC            | CD Beluso         |
| At. Coruña Montañeros | SD Dubra    | Club Lemos     | UD Barbadás             | Cultural Areas        | Gran Peña FC      |
| Betanzos CF           | CF Noia     | SD Residencia  | SD Nogueira de Ramuín   | SD Juvenil Ponteareas | Juventud Cambados |
| Laracha CF            | SD O Pino   | Ribadeo FC     | Polígono San Ciprián CF | Mondariz CF           | Pontevedra CF B   |
| San Tirso SD          | Puebla CF   | SD Santaballés | CD Velle                | Porriño Industrial CF | Umia CF           |
| SD Sofán              | Xallas FC   | SD Sarriana    | Verín CF                | CD Valladares         | Villalonga FC     |
| Victoria CF           |             |                |                         |                       |                   |

     Clubes que permanecen en la categoría

     Clubes procedentes de Primera Galicia

## Primera fase
Esta fase se inició el 21 de marzo de 2021 para el subgrupo A del Grupo Norte, el único con siete equipos, mientras que los demás subgrupos comenzaron el 27 y 28 de marzo de 2021. Finalizó el 30 de mayo de 2021 para todos los subgrupos.

### Grupo Norte Subgrupo A

#### Clasificación
| Pos. | Equipos               | PJ | PG | PE | PP | GF | GC | Dif. | Pts. |
| ---- | --------------------- | -- | -- | -- | -- | -- | -- | ---- | ---- |
| 1.   | SD Sofán              | 12 | 9  | 1  | 2  | 29 | 13 | +16  | 28   |
| 2.   | At. Coruña Montañeros | 12 | 7  | 3  | 2  | 20 | 8  | +12  | 24   |
| 3.   | Victoria CF           | 12 | 7  | 1  | 4  | 21 | 16 | +5   | 22   |
| 4.   | Betanzos CF           | 12 | 3  | 5  | 4  | 21 | 14 | +7   | 14   |
| 5.   | San Tirso SD          | 12 | 3  | 5  | 4  | 16 | 18 | -2   | 14   |
| 6.   | Atlético Arteixo      | 12 | 3  | 4  | 5  | 12 | 14 | -2   | 13   |
| 7.   | Laracha CF            | 12 | 0  | 1  | 11 | 5  | 41 | -36  | 1    |

Pos. = Posición; Pts = Puntos; PJ = Partidos Jugados; PG = Partidos Ganados; PE = Partidos Empatados; PP = Partidos Perdidos; GF = Goles Anotados; GC = Goles Recibidos; Dif. = Diferencia de gol
|  | Clasificado para la fase de ascenso a Tercera División RFEF.    |
|  | Clasificado para la fase de clasificación para la Copa del Rey. |

#### Evolución de la clasificación
| Equipo / Jornada      | 1 | 2 | 3 | 4 | 5 | 6 | 7 | 8 | 9 | 10 | 11 | 12 | 13 | 14 |
| Equipo / Jornada      |   |   |   |   |   |   |   |   |   |    |    |    |    |    |
| --------------------- | - | - | - | - | - | - | - | - | - | -- | -- | -- | -- | -- |
| SD Sofán              | 1 | 1 | 1 | 1 | 1 | 1 | 1 | 1 | 1 | 1  | 1  | 1  | 1  | 1  |
| At. Coruña Montañeros | 5 | 3 | 3 | 3 | 3 | 3 | 3 | 3 | 3 | 2  | 3  | 3  | 3  | 2  |
| Victoria CF           | 2 | 2 | 2 | 2 | 2 | 2 | 2 | 2 | 2 | 3  | 2  | 2  | 2  | 3  |
| Betanzos CF           | 7 | 7 | 7 | 6 | 6 | 6 | 4 | 6 | 6 | 6  | 6  | 6  | 6  | 4  |
| San Tirso SD          | 6 | 6 | 4 | 4 | 4 | 4 | 6 | 5 | 5 | 4  | 5  | 5  | 4  | 5  |
| Atlético Arteixo      | 3 | 4 | 5 | 5 | 5 | 5 | 5 | 4 | 4 | 5  | 4  | 4  | 5  | 6  |
| Laracha CF            | 4 | 5 | 6 | 7 | 7 | 7 | 7 | 7 | 7 | 7  | 7  | 7  | 7  | 7  |

#### Resultados
| Local \ Visitante     | AtA | AtC | Bet | Lar | San | Sof  | Vic |
| --------------------- | --- | --- | --- | --- | --- | ---- | --- |
| Atlético Arteixo      | —   | 1–1 | 1–0 | 0–0 | 1–1 | 0–2  | 1–2 |
| At. Coruña Montañeros | 3–0 | —   | 1–0 | 2–0 | 1–1 | 3–1  | 1–2 |
| Betanzos CF           | 1–1 | 1–3 | —   | 6–0 | 1–1 | 0–31 | 3–0 |
| Laracha CF            | 0–4 | 0–2 | 1–6 | —   | 0–1 | 1–4  | 0–2 |
| San Tirso SD          | 1–2 | 0–0 | 1–1 | 5–1 | —   | 2–5  | 2–1 |
| SD Sofán              | 1–0 | 0–2 | 1–1 | 4–2 | 3–0 | —    | 4–2 |
| Victoria CF           | 2–1 | 2–1 | 1–1 | 5–0 | 2–1 | 0–1  | —   |

1. El Betanzos CF ganó el partido al SD Sofán por un resultado de 1-0 pero este último presentó una reclamación por alineación indebida del equipo local. El Comité de Competición y Disciplina de la Real Federación Galega de Fútbol estimó la reclamación y dio vencedor del choque al SD Sofán por un resultado de 0-3.[8]

### Grupo Norte Subgrupo B

#### Clasificación
| Pos. | Equipos   | PJ | PG | PE | PP | GF | GC | Dif. | Pts. |
| ---- | --------- | -- | -- | -- | -- | -- | -- | ---- | ---- |
| 1.   | CF Noia   | 10 | 6  | 2  | 2  | 18 | 9  | +9   | 20   |
| 2.   | CD Boiro  | 10 | 5  | 3  | 2  | 14 | 8  | +6   | 18   |
| 3.   | SD Dubra  | 10 | 5  | 1  | 4  | 17 | 14 | +3   | 16   |
| 4.   | Puebla CF | 10 | 4  | 3  | 3  | 10 | 10 | 0    | 15   |
| 5.   | SD O Pino | 10 | 3  | 1  | 6  | 8  | 11 | -3   | 10   |
| 6.   | Xallas FC | 10 | 1  | 2  | 7  | 11 | 26 | -15  | 5    |

Pos. = Posición; Pts = Puntos; PJ = Partidos Jugados; PG = Partidos Ganados; PE = Partidos Empatados; PP = Partidos Perdidos; GF = Goles Anotados; GC = Goles Recibidos; Dif. = Diferencia de gol
|  | Clasificado para la fase de ascenso a Tercera División RFEF.    |
|  | Clasificado para la fase de clasificación para la Copa del Rey. |

#### Evolución de la clasificación
| Equipo / Jornada | 1 | 2 | 3 | 4 | 5 | 6 | 7 | 8 | 9 | 10 |
| Equipo / Jornada |   |   |   |   |   |   |   |   |   |    |
| ---------------- | - | - | - | - | - | - | - | - | - | -- |
| CF Noia          | 1 | 1 | 1 | 2 | 3 | 3 | 2 | 1 | 1 | 1  |
| CD Boiro         | 3 | 4 | 3 | 4 | 2 | 1 | 1 | 2 | 2 | 2  |
| SD Dubra         | 2 | 3 | 2 | 1 | 1 | 4 | 4 | 3 | 3 | 3  |
| Puebla CF        | 5 | 5 | 5 | 5 | 4 | 2 | 3 | 4 | 4 | 4  |
| SD O Pino        | 6 | 6 | 6 | 6 | 6 | 6 | 5 | 5 | 5 | 5  |
| Xallas FC        | 4 | 2 | 4 | 3 | 5 | 5 | 6 | 6 | 6 | 6  |

#### Resultados
| Local \ Visitante | Boi | Dub | Noi | Pin | Pue | Xal |
| ----------------- | --- | --- | --- | --- | --- | --- |
| CD Boiro          | —   | 1–1 | 3–1 | 1–0 | 0–0 | 5–2 |
| SD Dubra          | 1–0 | —   | 1–3 | 2–1 | 1–3 | 7–0 |
| CF Noia           | 0–1 | 4–1 | —   | 1–0 | 3–0 | 1–1 |
| SD O Pino         | 2–1 | 2–1 | 0–1 | —   | 0–0 | 0–3 |
| Puebla CF         | 0–1 | 0–1 | 1–1 | 1–0 | —   | 3–2 |
| Xallas FC         | 1–1 | 0–1 | 1–3 | 0–3 | 1–2 | —   |

### Grupo Norte Subgrupo C

#### Clasificación
| Pos. | Equipos        | PJ | PG | PE | PP | GF | GC | Dif. | Pts. |
| ---- | -------------- | -- | -- | -- | -- | -- | -- | ---- | ---- |
| 1.   | SD Sarriana    | 10 | 6  | 3  | 1  | 26 | 17 | +9   | 21   |
| 2.   | Club Lemos     | 10 | 5  | 2  | 3  | 11 | 11 | 0    | 17   |
| 3.   | SD Santaballés | 10 | 5  | 2  | 3  | 18 | 16 | +2   | 17   |
| 4.   | SD Residencia  | 10 | 4  | 4  | 2  | 17 | 14 | +3   | 16   |
| 5.   | Ribadeo FC     | 9  | 1  | 2  | 6  | 11 | 18 | -7   | 5    |
| 6.   | CD Foz         | 9  | 1  | 1  | 7  | 13 | 20 | -7   | 4    |

Pos. = Posición; Pts = Puntos; PJ = Partidos Jugados; PG = Partidos Ganados; PE = Partidos Empatados; PP = Partidos Perdidos; GF = Goles Anotados; GC = Goles Recibidos; Dif. = Diferencia de gol
|  | Clasificado para la fase de ascenso a Tercera División RFEF.    |
|  | Clasificado para la fase de clasificación para la Copa del Rey. |

#### Evolución de la clasificación
| Equipo / Jornada | 1 | 2 | 3 | 4 | 5 | 6 | 7 | 8 | 9 | 10 |
| Equipo / Jornada |   |   |   |   |   |   |   |   |   |    |
| ---------------- | - | - | - | - | - | - | - | - | - | -- |
| SD Sarriana      | 2 | 3 | 2 | 1 | 1 | 1 | 1 | 1 | 1 | 1  |
| Club Lemos       | 3 | 1 | 1 | 2 | 3 | 2 | 3 | 3 | 3 | 2  |
| SD Santaballés   | 6 | 6 | 4 | 5 | 4 | 4 | 4 | 4 | 4 | 3  |
| SD Residencia    | 1 | 2 | 3 | 3 | 2 | 3 | 2 | 2 | 2 | 4  |
| Ribadeo FC       | 5 | 5 | 6 | 4 | 5 | 5 | 5 | 6 | 6 | 5  |
| CD Foz           | 4 | 4 | 5 | 6 | 6 | 6 | 6 | 5 | 5 | 6  |

#### Resultados
| Local \ Visitante | Foz  | Lem | Res | Rib | San | Sar |
| ----------------- | ---- | --- | --- | --- | --- | --- |
| CD Foz            | —    | 2–1 | 1–1 | 1–3 | 2–3 | 3–4 |
| Club Lemos        | 1–0  | —   | 1–1 | 2–1 | 1–1 | 1–3 |
| SD Residencia     | 2–1  | 3–0 | —   | 2–2 | 3–1 | 2–2 |
| Ribadeo FC        | Apl. | 0–2 | 1–2 | —   | 0–1 | 1–1 |
| SD Santaballés    | 2–1  | 0–1 | 2–0 | 3–2 | —   | 2–2 |
| SD Sarriana       | 3–2  | 0–1 | 3–1 | 4–1 | 4–3 | —   |

### Grupo Sur Subgrupo A

#### Clasificación
| Pos. | Equipos                 | PJ | PG | PE | PP | GF | GC | Dif. | Pts. |
| ---- | ----------------------- | -- | -- | -- | -- | -- | -- | ---- | ---- |
| 1.   | Atlético Arnoia         | 10 | 5  | 4  | 1  | 18 | 6  | +12  | 19   |
| 2.   | UD Barbadás             | 10 | 5  | 1  | 4  | 14 | 12 | +2   | 16   |
| 3.   | Polígono San Ciprián CF | 10 | 3  | 3  | 4  | 10 | 12 | -2   | 12   |
| 4.   | CD Velle                | 10 | 3  | 3  | 4  | 12 | 13 | -1   | 12   |
| 5.   | Verín CF                | 10 | 3  | 3  | 4  | 11 | 16 | -5   | 12   |
| 6.   | SD Nogueira de Ramuín   | 10 | 3  | 2  | 5  | 7  | 13 | -6   | 11   |

Pos. = Posición; Pts = Puntos; PJ = Partidos Jugados; PG = Partidos Ganados; PE = Partidos Empatados; PP = Partidos Perdidos; GF = Goles Anotados; GC = Goles Recibidos; Dif. = Diferencia de gol
|  | Clasificado para la fase de ascenso a Tercera División RFEF.    |
|  | Clasificado para la fase de clasificación para la Copa del Rey. |

#### Evolución de la clasificación
| Equipo / Jornada        | 1 | 2 | 3 | 4 | 5 | 6 | 7 | 8 | 9 | 10 |
| Equipo / Jornada        |   |   |   |   |   |   |   |   |   |    |
| ----------------------- | - | - | - | - | - | - | - | - | - | -- |
| Atlético Arnoia         | 1 | 1 | 3 | 3 | 4 | 2 | 2 | 1 | 1 | 1  |
| UD Barbadás             | 4 | 3 | 1 | 1 | 1 | 1 | 1 | 2 | 2 | 2  |
| Polígono San Ciprián CF | 6 | 4 | 5 | 6 | 5 | 6 | 6 | 4 | 4 | 3  |
| CD Velle                | 2 | 5 | 2 | 2 | 2 | 4 | 4 | 6 | 6 | 4  |
| Verín CF                | 3 | 2 | 4 | 4 | 6 | 3 | 5 | 3 | 3 | 5  |
| SD Nogueira de Ramuín   | 5 | 6 | 6 | 5 | 3 | 5 | 3 | 5 | 5 | 6  |

#### Resultados
| Local \ Visitante       | Arn | Bar | Nog | Pol | Vel | Ver |
| ----------------------- | --- | --- | --- | --- | --- | --- |
| Atlético Arnoia         | —   | 5–1 | 2–0 | 2–0 | 1–1 | 4–1 |
| UD Barbadás             | 1–0 | —   | 3–0 | 2–1 | 2–1 | 3–0 |
| SD Nogueira de Ramuín   | 1–1 | 1–0 | —   | 1–1 | 0–2 | 0–1 |
| Polígono San Ciprián CF | 0–2 | 2–1 | 1–1 | —   | 2–0 | 2–1 |
| CD Velle                | 0–0 | 2–1 | 1–2 | 1–1 | —   | 2–1 |
| Verín CF                | 1–1 | 0–0 | 2–1 | 1–1 | 3–2 | —   |

### Grupo Sur Subgrupo B

#### Clasificación
| Pos. | Equipos               | PJ | PG | PE | PP | GF | GC | Dif. | Pts. |
| ---- | --------------------- | -- | -- | -- | -- | -- | -- | ---- | ---- |
| 1.   | SD Juvenil Ponteareas | 10 | 7  | 2  | 1  | 26 | 8  | +18  | 23   |
| 2.   | Cultural Areas        | 10 | 4  | 3  | 3  | 19 | 20 | -1   | 15   |
| 3.   | Caselas FC            | 10 | 4  | 2  | 4  | 19 | 22 | -3   | 14   |
| 4.   | Porriño Industrial CF | 10 | 4  | 1  | 5  | 20 | 19 | +1   | 13   |
| 5.   | Mondariz CF           | 10 | 3  | 3  | 4  | 12 | 21 | -9   | 12   |
| 6.   | CD Valladares         | 10 | 1  | 3  | 6  | 12 | 18 | -6   | 6    |

Pos. = Posición; Pts = Puntos; PJ = Partidos Jugados; PG = Partidos Ganados; PE = Partidos Empatados; PP = Partidos Perdidos; GF = Goles Anotados; GC = Goles Recibidos; Dif. = Diferencia de gol
|  | Clasificado para la fase de ascenso a Tercera División RFEF.    |
|  | Clasificado para la fase de clasificación para la Copa del Rey. |

#### Evolución de la clasificación
| Equipo / Jornada      | 1 | 2 | 3 | 4 | 5 | 6 | 7 | 8 | 9 | 10 |
| Equipo / Jornada      |   |   |   |   |   |   |   |   |   |    |
| --------------------- | - | - | - | - | - | - | - | - | - | -- |
| SD Juvenil Ponteareas | 1 | 2 | 3 | 2 | 1 | 1 | 1 | 1 | 1 | 1  |
| Cultural Areas        | 2 | 1 | 1 | 1 | 2 | 2 | 2 | 2 | 2 | 2  |
| Caselas FC            | 3 | 3 | 2 | 3 | 3 | 3 | 4 | 3 | 3 | 3  |
| Porriño Industrial CF | 5 | 5 | 5 | 6 | 6 | 4 | 3 | 4 | 4 | 4  |
| Mondariz CF           | 6 | 6 | 6 | 5 | 5 | 6 | 6 | 6 | 5 | 5  |
| CD Valladares         | 4 | 4 | 4 | 4 | 4 | 5 | 5 | 5 | 6 | 6  |

#### Resultados
| Local \ Visitante     | Cas | Cul | Juv | Mon | Por | Val |
| --------------------- | --- | --- | --- | --- | --- | --- |
| Caselas FC            | —   | 2–3 | 2–2 | 1–2 | 1–6 | 2–0 |
| Cultural Areas        | 3–4 | —   | 1–3 | 1–1 | 3–0 | 2–1 |
| SD Juvenil Ponteareas | 2–0 | 1–1 | —   | 3–0 | 4–1 | 3–1 |
| Mondariz CF           | 1–3 | 1–1 | 0–6 | —   | 3–2 | 1–3 |
| Porriño Industrial CF | 1–2 | 5–1 | 2–1 | 0–2 | —   | 2–1 |
| CD Valladares         | 2–2 | 2–3 | 0–1 | 1–1 | 1–1 | —   |

### Grupo Sur Subgrupo C

#### Clasificación
| Pos. | Equipos             | PJ | PG | PE | PP | GF | GC | Dif. | Pts. |
| ---- | ------------------- | -- | -- | -- | -- | -- | -- | ---- | ---- |
| 1.   | Gran Peña FC        | 10 | 6  | 2  | 2  | 15 | 10 | +5   | 20   |
| 2.   | Villalonga FC       | 10 | 6  | 2  | 2  | 11 | 5  | +6   | 20   |
| 3.   | Pontevedra CF B     | 10 | 6  | 2  | 2  | 23 | 6  | +17  | 20   |
| 4.   | Juventud Cambados a | 10 | 4  | 2  | 4  | 12 | 10 | +2   | 14   |
| 5.   | Umia CF             | 10 | 2  | 4  | 4  | 18 | 22 | -4   | 10   |
| 6.   | CD Beluso           | 10 | 0  | 0  | 10 | 7  | 33 | -26  | 0    |

Pos. = Posición; Pts = Puntos; PJ = Partidos Jugados; PG = Partidos Ganados; PE = Partidos Empatados; PP = Partidos Perdidos; GF = Goles Anotados; GC = Goles Recibidos; Dif. = Diferencia de gol

a El Juventud Cambados se clasificó para la fase de clasificación para la Copa del Rey ya que el tercer clasificado, el Pontevedra CF B, no puede jugar dicha competición por ser un equipo filial.

|  | Clasificado para la fase de ascenso a Tercera División RFEF.    |
|  | Clasificado para la fase de clasificación para la Copa del Rey. |

#### Evolución de la clasificación
| Equipo / Jornada  | 1 | 2 | 3 | 4 | 5 | 6 | 7 | 8 | 9 | 10 |
| Equipo / Jornada  |   |   |   |   |   |   |   |   |   |    |
| ----------------- | - | - | - | - | - | - | - | - | - | -- |
| Gran Peña FC      | 3 | 3 | 2 | 3 | 2 | 3 | 2 | 2 | 1 | 1  |
| Villalonga FC     | 5 | 4 | 3 | 2 | 3 | 1 | 3 | 3 | 3 | 2  |
| Pontevedra CF B   | 2 | 1 | 1 | 1 | 1 | 2 | 1 | 1 | 2 | 3  |
| Juventud Cambados | 6 | 5 | 6 | 5 | 5 | 5 | 5 | 5 | 4 | 4  |
| Umia CF           | 1 | 2 | 4 | 4 | 4 | 4 | 4 | 4 | 5 | 5  |
| CD Beluso         | 4 | 6 | 5 | 6 | 6 | 6 | 6 | 6 | 6 | 6  |

#### Resultados
| Local \ Visitante | Bel | Gra | Juv | Pon | Umi | Vil |
| ----------------- | --- | --- | --- | --- | --- | --- |
| CD Beluso         | —   | 1–2 | 0–2 | 0–2 | 2–5 | 0–3 |
| Gran Peña FC      | 2–1 | —   | 1–3 | 1–0 | 4–4 | 1–0 |
| Juventud Cambados | 3–0 | 0–2 | —   | 0–2 | 1–1 | 0–0 |
| Pontevedra CF B   | 8–1 | 0–0 | 2–0 | —   | 4–0 | 3–1 |
| Umia CF           | 4–2 | 0–2 | 1–3 | 2–2 | —   | 0–1 |
| Villalonga FC     | 2–0 | 1–0 | 1–0 | 1–0 | 1–1 | —   |

## Fase de ascenso a Tercera División RFEF
Esta fase se inició el 6 de junio de 2021 y finalizó el 27 de junio de 2021 en el Grupo Norte y el 25 de julio de 2021 en el Grupo Sur, debido a un positivo por COVID-19 en el Cultural Areas. Los primeros clasificados en la primera fase comenzaron la fase de ascenso con 3 puntos, mientras que los segundos clasificados comenzaron la fase de ascenso con 1 punto.

### Grupo Norte

#### Clasificación
| Pos. | Equipos               | PJ | PG | PE | PP | GF | GC | Dif. | Pts. |
| ---- | --------------------- | -- | -- | -- | -- | -- | -- | ---- | ---- |
| 1.   | CF Noia               | 4  | 3  | 0  | 1  | 8  | 2  | +6   | 12   |
| 2.   | SD Sofán              | 4  | 2  | 1  | 1  | 4  | 2  | +2   | 10   |
| 3.   | SD Sarriana           | 4  | 2  | 1  | 1  | 4  | 3  | +1   | 10   |
| 4.   | At. Coruña Montañeros | 4  | 2  | 0  | 2  | 3  | 2  | +1   | 7    |
| 5.   | CD Boiro              | 4  | 2  | 0  | 2  | 4  | 4  | 0    | 7    |
| 6.   | Club Lemos            | 4  | 0  | 0  | 4  | 0  | 10 | -10  | 1    |

Pos. = Posición; Pts = Puntos; PJ = Partidos Jugados; PG = Partidos Ganados; PE = Partidos Empatados; PP = Partidos Perdidos; GF = Goles Anotados; GC = Goles Recibidos; Dif. = Diferencia de gol
|  | Asciende a Tercera División RFEF. |

#### Evolución de la clasificación
| Equipo / Jornada      | 1 | 2 | 3 | 4 |
| Equipo / Jornada      |   |   |   |   |
| --------------------- | - | - | - | - |
| CF Noia               | 1 | 1 | 1 | 1 |
| SD Sofán              | 5 | 5 | 4 | 2 |
| SD Sarriana           | 4 | 4 | 3 | 3 |
| At. Coruña Montañeros | 3 | 3 | 5 | 4 |
| CD Boiro              | 2 | 2 | 2 | 5 |
| Club Lemos            | 6 | 6 | 6 | 6 |

#### Resultados
| Local \ Visitante     | AtC | Boi | Lem | Noi | Sar | Sof |
| --------------------- | --- | --- | --- | --- | --- | --- |
| At. Coruña Montañeros | —   | X   | X   | 0–1 | 1–0 | X   |
| CD Boiro              | 1–0 | —   | 2–0 | X   | X   | X   |
| Club Lemos            | 0–2 | X   | —   | X   | X   | 0–2 |
| CF Noia               | X   | X   | 4–0 | —   | 1–2 | X   |
| SD Sarriana           | X   | 2–1 | X   | X   | —   | 0–0 |
| SD Sofán              | X   | 2–0 | X   | 0–2 | X   | —   |

### Grupo Sur

#### Clasificación
| Pos. | Equipos               | PJ | PG | PE | PP | GF | GC | Dif. | Pts. |
| ---- | --------------------- | -- | -- | -- | -- | -- | -- | ---- | ---- |
| 1.   | Atlético Arnoia       | 4  | 2  | 1  | 1  | 4  | 4  | 0    | 10   |
| 2.   | SD Juvenil Ponteareas | 4  | 2  | 1  | 1  | 8  | 5  | 3    | 10   |
| 3.   | Villalonga FC         | 4  | 2  | 1  | 1  | 7  | 5  | +2   | 8    |
| 4.   | Gran Peña FC          | 4  | 1  | 1  | 2  | 5  | 8  | -3   | 7    |
| 5.   | UD Barbadás           | 4  | 1  | 2  | 1  | 3  | 3  | 0    | 6    |
| 6.   | Cultural Areas        | 4  | 0  | 2  | 2  | 6  | 8  | -2   | 3    |

Pos. = Posición; Pts = Puntos; PJ = Partidos Jugados; PG = Partidos Ganados; PE = Partidos Empatados; PP = Partidos Perdidos; GF = Goles Anotados; GC = Goles Recibidos; Dif. = Diferencia de gol
|  | Asciende a Tercera División RFEF. |

#### Evolución de la clasificación
| Equipo / Jornada      | 1 | 2 | 3 | 4 |
| Equipo / Jornada      |   |   |   |   |
| --------------------- | - | - | - | - |
| Atlético Arnoia       | 1 | 1 | 3 | 1 |
| SD Juvenil Ponteareas | 4 | 2 | 2 | 2 |
| Villalonga FC         | 6 | 6 | 5 | 3 |
| Gran Peña FC          | 3 | 4 | 1 | 4 |
| UD Barbadás           | 2 | 3 | 4 | 5 |
| Cultural Areas        | 5 | 5 | 6 | 6 |

#### Resultados
| Local \ Visitante     | Arn | Bar | Cul | Gra | Juv | Vil |
| --------------------- | --- | --- | --- | --- | --- | --- |
| Atlético Arnoia       | —   | X   | 3–2 | X   | 1–0 | X   |
| UD Barbadás           | X   | —   | X   | 2–1 | 1–1 | X   |
| Cultural Areas        | X   | 0–0 | —   | X   | X   | 1–1 |
| Gran Peña FC          | 0–0 | X   | 4–3 | —   | X   | X   |
| SD Juvenil Ponteareas | X   | X   | X   | 3–0 | —   | 4–3 |
| Villalonga FC         | 2–0 | 1–0 | X   | X   | X   | —   |

## Fase de clasificación para la Copa del Rey
Esta fase se inició el 6 de junio de 2021 y finalizó el 27 de junio de 2021. 

### Grupo Norte

#### Clasificación
| Pos. | Equipos        | PJ | PG | PE | PP | GF | GC | Dif. | Pts. |
| ---- | -------------- | -- | -- | -- | -- | -- | -- | ---- | ---- |
| 1.   | Victoria CF    | 2  | 1  | 1  | 0  | 6  | 2  | +4   | 4    |
| 2.   | SD Dubra       | 2  | 1  | 1  | 0  | 5  | 4  | +1   | 4    |
| 3.   | SD Santaballés | 2  | 0  | 0  | 2  | 2  | 7  | -5   | 0    |

Pos. = Posición; Pts = Puntos; PJ = Partidos Jugados; PG = Partidos Ganados; PE = Partidos Empatados; PP = Partidos Perdidos; GF = Goles Anotados; GC = Goles Recibidos; Dif. = Diferencia de gol
|  | Se clasifica para la eliminatoria final. |

#### Resultados
| Local \ Visitante | Dub | San | Vic |
| ----------------- | --- | --- | --- |
| SD Dubra          | —   | X   | 2–2 |
| SD Santaballés    | 2–3 | —   | X   |
| Victoria CF       | X   | 4–0 | —   |

### Grupo Sur

#### Clasificación
| Pos. | Equipos                 | PJ | PG | PE | PP | GF | GC | Dif. | Pts. |
| ---- | ----------------------- | -- | -- | -- | -- | -- | -- | ---- | ---- |
| 1.   | Juventud Cambados       | 2  | 2  | 0  | 0  | 6  | 1  | +5   | 6    |
| 2.   | Caselas FC              | 2  | 1  | 0  | 1  | 2  | 2  | 0    | 3    |
| 3.   | Polígono San Ciprián CF | 2  | 0  | 0  | 2  | 0  | 5  | -5   | 0    |

Pos. = Posición; Pts = Puntos; PJ = Partidos Jugados; PG = Partidos Ganados; PE = Partidos Empatados; PP = Partidos Perdidos; GF = Goles Anotados; GC = Goles Recibidos; Dif. = Diferencia de gol
|  | Se clasifica para la eliminatoria final. |

#### Resultados
| Local \ Visitante       | Cas | Juv | Pol |
| ----------------------- | --- | --- | --- |
| Caselas FC              | —   | 1–2 | X   |
| Juventud Cambados       | X   | —   | 4–0 |
| Polígono San Ciprián CF | 0–1 | X   | —   |

### Eliminatoria final
| 27 de junio de 2021, 18:00 | Victoria CF | 1:1 (0:1) 5:3 (pen.) | Juventud Cambados | Estadio García Hermanos, Betanzos |                            |
|                            |             | Reporte              |                   | Asistencia: 0 espectadores        | Asistencia: 0 espectadores |

## Estadísticas

### Máximos goleadores
Actualizado a 30 de mayo de 2021.
| Pos. | Jugador                | Goles | Partidos | Promedio | Club                  |
| ---- | ---------------------- | ----- | -------- | -------- | --------------------- |
| 1    | José Gregorio Santorum | 9     | 10       | 0.9      | Umia CF               |
|      | Pablo Durán            | 9     | 10       | 0.9      | Porriño Industrial CF |
| 3    | Carlos Cora            | 6     | 7        | 0.86     | SD Juvenil Ponteareas |
| 4    | Eduardo de la Puente   | 8     | 10       | 0.8      | Victoria CF           |
| 5    | Iñaki Martínez         | 6     | 8        | 0.75     | Pontevedra CF B       |
| 6    | Antón Guisande         | 7     | 10       | 0.7      | Pontevedra CF B       |
|      | Gerardo Carrera        | 7     | 10       | 0.7      | SD Sarriana           |
|      | Dani Renda             | 7     | 10       | 0.7      | Club Lemos            |
| 9    | Cristian Quintáns      | 8     | 12       | 0.67     | SD San Tirso          |
|      | Diego Chao             | 6     | 9        | 0.67     | CD Foz                |
|      | Adri Díaz              | 6     | 9        | 0.67     | Club Lemos            |
|      | Pablo Nogueiras        | 6     | 9        | 0.67     | Cultural Areas        |
|      | Hugo Jiménez           | 6     | 9        | 0.67     | Pontevedra CF B       |
| 14   | Iván Capelo            | 6     | 10       | 0.6      | Gran Peña FC          |